# Andrey Teteryuk
Andrey Teteryuk (em cazaque:  Андрей Тетерюк, 20 de setembro de 1967) é um ex-ciclista olímpico cazaque. Representou sua nação nos Jogos Olímpicos de Verão de 1996 e Sydney 2000.